# Gipfeltreffen in Washington (1987)

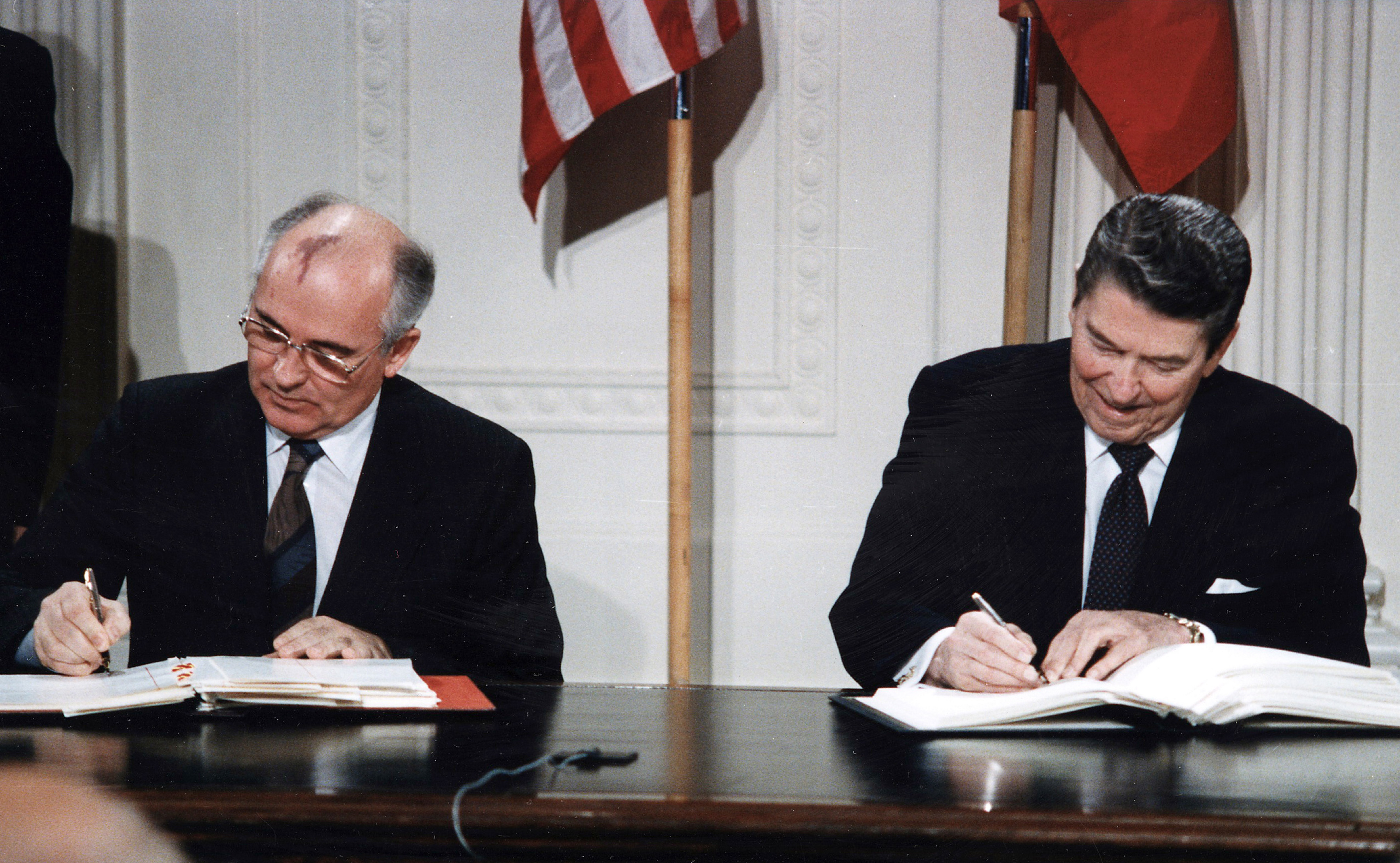
US-Präsident Reagan (rechts) und der sowjetische Generalsekretär Gorbatschow (links) unterzeichnen den INF-Vertrag im Weißen Haus, 8. Dezember 1987.

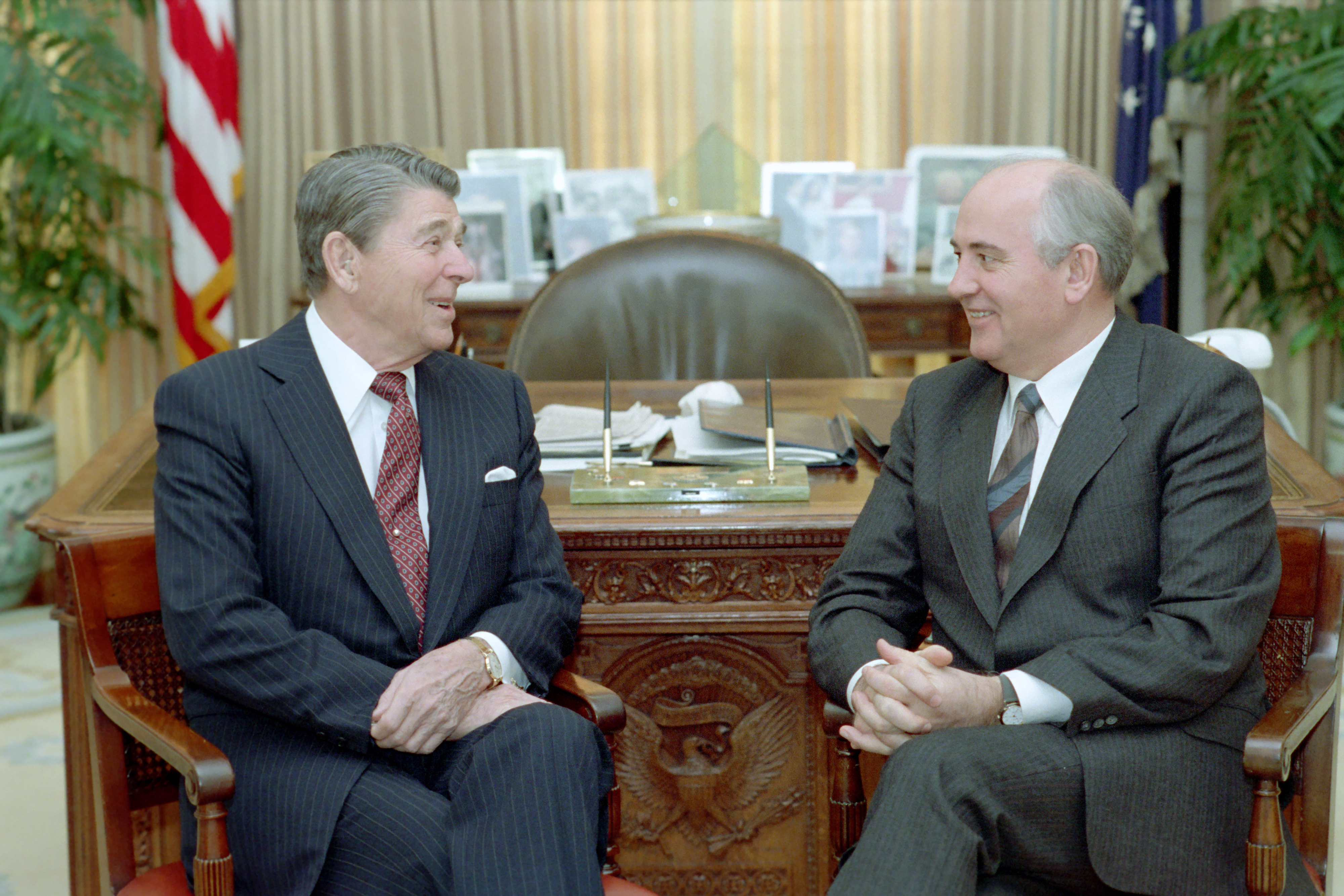
Reagan und Gorbatschow bei der Vormittagssitzung am 9. Dezember 1987 im Oval Office.

Das Gipfeltreffen in Washington war das dritte Gipfeltreffen zwischen US-Präsident Ronald Reagan und dem Generalsekretär des Zentralkomitees der Kommunistischen Partei der Sowjetunion (KPdSU), Michail Gorbatschow. Es fand zwischen dem 8. und 10. Dezember 1987 in Washington, D.C. statt.
Reagan und Gorbatschow erörterten regionale Konflikte in Afghanistan, Mittelamerika und im südlichen Afrika, Fragen der Rüstungskontrolle für chemische und konventionelle Waffen, den Stand der START-Verhandlungen und die Menschenrechte. Höhepunkt der Konferenz war die Unterzeichnung des INF-Vertrags (Intermediate Nuclear Forces). Er verpflichtet die Vertragsparteien zum vollständigen Abbau aller atomaren Mittelstreckenraketen. Anlässlich des Gipfeltreffens in Moskau erfolgte am 1. Juni 1988 im Kreml der Austausch der Ratifizierungsurkunden. Gleichentags trat der Vertrag in Kraft.

## Ausgangslage
Nach dem Beinahe-Durchbruch während des Gipfeltreffens von Reykjavik im vergangenen Jahr und zum Leidwesen vieler Anhänger beider Führer begannen Reagan und Gorbatschow vermehrt Ressourcen für die Verhandlungen über den INF-Vertrag bereitzustellen. Dies führte im Vorfeld des Gipfeltreffens in beiden Ländern zu einer angespannten Situation.
Für Reagan sorgten der Börsencrash am Schwarzen Montag, das Scheitern im Senats von Robert Bork bei der Nomination zum Obersten Gerichtshof  und die Iran-Contra-Affäre für politischen Druck. Zusätzlich geriet Reagan in die Kritik einer ungewöhnlich großen Zahl namhafter Politiker der eigenen Republikanischen Partei, wie des ehemaligen Präsidenten Richard Nixon, des ehemaligen Außenministers Henry Kissinger, des Kommentators William Buckley sowie von Mitgliedern seiner eigenen Regierung.
Auch Gorbatschow stieß auf innenpolitische Widerstände, nicht nur bei den INF-Vertragsverhandlungen, sondern auch bei seinem Perestroika-Reformprogrammen. Nach der spektakulären Landung von Mathias Rust in einer Cessna auf der Großen Moskwa-Brücke in Moskau am 28. Mai 1987 entließ Gorbatschow nebst dem Verteidigungsminister Sergei Sokolow und dem Chef der sowjetischen Luftverteidigung, Alexander Koldunow über 300 weitere perestroika- und glasnostfeindlich eingestellten Generäle.
Die Frustration Gorbatschows wurde zusätzlich verstärkt, als nur zwei Monate vor dem Washingtoner Gipfel das damalige Mitglied des Politbüros und Unterstützer Gorbatschows, Boris Jelzin, den sowjetischen Generalsekretär verurteilte und in einem beispiellosen und höchst kontroversen Schritt von seinem Amt als Moskauer Parteichef zurücktrat.

## Gipfelvorbereitungen
Obwohl die Position von Gorbatschow Ende Oktober in Moskau ungewöhnlich umstritten war, konnten sich die beiden Außenminister George P. Shultz (USA) und Eduard Schewardnadse (UdSSR) bei einem Treffen in Moskau um die letzten Einzelheiten des INF-Vertrags und der Gipfelvorbereitungen kümmern.
So waren zum Zeitpunkt des Gipfels trotz äußerer Komplikationen die meisten Details zum INF-Vertrag bereits ausgearbeitet. Eine Woche vor dem Treffen berichtete die New York Times, dass „der sowjetische Führer und Präsident Reagan am 8. Dezember einen Vertrag unterzeichnen werden, der die Kurz- und Mittelstrecken-Raketen der beiden Nationen eliminierte...“, obwohl die Zeitung zugab, dass die Diskussionen über die „Reduzierung von weitreichenden, strategischen Atomwaffen“ weiterhin auf Hindernisse stießen.

## Gipfelverlauf
| Datum / Zeit              | Ort                                      | Hauptthema der Diskussion | Anmerkungen |
| ------------------------- | ---------------------------------------- | --- | --- |
| 8. Dezember, 10:45–12:30  | Oval Office, Weißes Haus                 | Menschenrechte, Auswanderung, Verbesserung der Beziehungen zwischen der Sowjetunion und den Vereinigten Staaten, Rüstungskontrolle                                                                                          | |
| 8. Dezember, 14:30–15:15  | Konferenzraum des Kabinetts, Weißes Haus | Rüstungskontrolle für konventionelle und chemische Waffen | |
| 9. Dezember, 10:35–10:45  | Kleines Büro neben dem Oval Office       | Der Präsident und Generalsekretär signieren einen Baseball für Joe DiMaggio. | Informelles Treffen zwischen den beiden Führern. |
| 9. Dezember, 10:55–12:35  | Oval Office                              | Fortschritt der START-Diskussionen Strategic Defense Initiative (SDI), Anti-Ballistic-Missile-Vertrag (ABM), Afghanistan, der Iran-Irak-Krieg.                                                                              | |
| 10. Dezember, 12:00–12:15 | Oval Office                              | Verschiedene regionale Themen | |
| 10. Dezember, 12:40–14:10 | Familien-Esszimmer, Weißes Haus          | In einer gemeinsamen Erklärung wurde erörtert, wie die Fortschritte in regionalen Fragen (Rückzug Vietnams aus Kambodscha, Afghanistan, Lateinamerika, Afrika) charakterisiert werden können, Indochinakonferenz, Nordkorea | Dieses Treffen war ein Arbeitsessen, das direkt nach dem letzten Treffen begann. Der Schluss dieses Treffens bestand weitgehend aus selbstbeweihräuchernden Aussagen und einem Austausch von Witzen. |